# Back to Black
Back to Black é o segundo álbum de estúdio da artista musical britânica Amy Winehouse, lançado primeiramente na Irlanda em 27 de outubro de 2006 e três dias depois no Reino Unido através da editora discográfica Island Records. As sessões de gravação do projeto iniciaram-se em novembro de 2005, após Winehouse finalizar o seu trabalho com o seu disco de estreia, Frank (2003), sendo interrompidas no mesmo mês, devido aos problemas pessoais da artista, reiniciando-se apenas em março de 2006, estendendo-se, desta vez, por um período de cinco meses, com término em agosto. Durante a elaboração do material, a cantora trabalhou com Mark Ronson e Salaam Remi, creditados nas notas da obra como produtores, e teve grande participação nas composições. A sonoridade do disco difere do seu trabalho anterior, ao incorporar principalmente música soul das décadas de 1950 e 1960, o R&B contemporâneo e os estilos de influência jamaicana, como o ska, tendo como inspiração os grupos femininos dos anos 1960. Liricamente, as faixas abordam temas como o seu envolvimento com álcool, drogas e os seus relacionamentos amorosos.
Back to Black registrou uma recepção positiva por parte da crítica contemporânea especialista após o seu lançamento, que elogiou a maneira "emotiva de cantar" da artista e os variados estilos musicais do álbum, e alcunharam-no ao final de 2007 de Álbum do Ano. Descrito como um dos melhores registros de soul da música moderna, um clássico de R&B e como sincero e obscuro, o disco também representou um forte impacto no cenário musical mundial, pois fez Winehouse ser considerada a desencadeadora de uma nova Invasão Britânica e, posteriormente, citada como influência musical nos trabalhos de outros artistas, como Adele, Bruno Mars e Lady Gaga. Como parte do reconhecimento do trabalho da cantora, o material também recebeu indicações a várias premiações ao redor do mundo, inclusive ao Grammy Awards na sua 50.ª edição, onde Winehouse igualou o recorde de Alicia Keys, Beyoncé e Norah Jones para artista feminina com mais Grammys vencidos em apenas uma cerimônia, ao conquistar cinco troféus dos seis em que disputava, convertendo-se ainda na primeira intérprete feminina britânica a vencer cinco categorias em uma mesma noite. Em retrospecto, foi citado pela revista musical Rolling Stone entre os 500 melhores álbuns de todos os tempos.
Comercialmente, o álbum também foi bem recebido. No Reino Unido, ele obteve a primeira posição da UK Albums Chart seis vezes não-consecutivas e foi o mais comprado do ano. Além disso, culminou nos mercados musicais de outros 22 países, como os do continente europeu e a Nova Zelândia, e alcançou as dez primeiras colocações das tabelas de outros doze. Nos Estados Unidos, conseguiu estabelecer a maior entrada alcançada por uma artista feminina britânica na época, ao debutar no número sete da Billboard 200. Mundialmente, vendeu seis milhões de cópias apenas em 2007 e acabou por se tornar o registro mais vendido do ano, enquanto em 2008 foi o segundo mais bem vendido em nível global, com outras cinco milhões de unidades. Para a divulgação da obra, seis singles foram lançados: "Rehab", "You Know I'm No Good", "Tears Dry on Their Own", "Love Is a Losing Game", "Just Friends" e a faixa homônima.
Back to Black ressurgiu nas tabelas musicais mundiais na semana de 24 de julho de 2011, logo após a divulgação do falecimento da cantora, alcançando o primeiro lugar em vendas no iTunes em quinze países. Nos Estados Unidos, obteve a quarta posição da lista compilada pela Billboard, ao vender mais de 91 mil unidades duas semanas após a morte de Amy Winehouse. Na Europa, reassumiu a primeira colocação nos rankings de vários países, inclusive no Reino Unido, onde obteve o título de álbum mais vendido do século XXI, passando a ocupar em dezembro o segundo lugar, atrás apenas de 21 (2011) da compatriota Adele. Atualmente, as suas vendas ultrapassam a marca de 20 milhões de exemplares faturados em todo o mundo, o que o fez entrar para a lista dos registros mais bem vendidos em nível global. Além disso, também se encontra situado na lista dos mais vendidos em território britânico, com mais de 3.500 milhões de cópias comercializadas.

## Antecedentes e desenvolvimento
Amy Winehouse lançou o seu disco de estreia, Frank, em 2003 e dedicou-se à sua divulgação ao decorrer dos dois anos seguintes. A cantora encerrou as suas atividades para com o projeto em 2005 e os exaustivos concertos de sua turnê, apesar de render lucros à intérprete e à Island Records, não lhe trouxeram inspirações para a escrita de um novo disco. O resultado foi um bloqueio de escritor que a artista precisou de enfrentar por dezoito meses. À época, porém, Winehouse envolveu-se com o ex-assistente de vídeo Blake Fielder-Civil, com quem iniciou uma relação amorosa, que veio a chegar ao fim pouco tempo depois. O rompimento para com Fielder-Civil, que reatara o romance com a sua ex-namorada, provocou profundas mudanças na cantora, que enfrentou momentos difíceis e passou a consumir bebidas alcoólicas e substâncias psicoativas excessivamente.

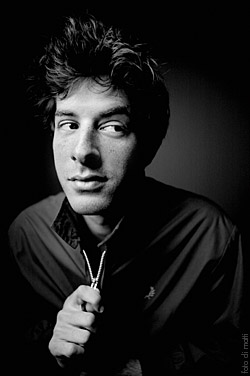
O produtor Mark Ronson foi responsável por mais de metade das faixas do disco e por motivar Winehouse a realizar novas gravações, que não vinham sendo feitas desde 2005.

No entanto, foi esse acontecimento que a inspirou a compor novamente. Em novembro de 2005, Winehouse retornou aos estúdios com Salaam Remi, que produziu todas as canções do seu primeiro disco, para iniciar as gravações de seu trabalho subsequente, mas as sessões não se revelaram produtivas, de modo que apenas uma canção — uma versão balada de "Tears Dry on Their Own" — foi concluída. Embora a cantora pretendesse, a princípio, elaborar o CD apenas com o Remi, um executivo da gravadora EMI Music, com a qual a artista assinara um contrato de administração dos direitos autorais em 2002, apresentou-a a Mark Ronson, em março de 2006, esperando que a dupla produzisse algo. Ronson e Winehouse encontraram-se no estúdio do produtor em Greenwich Village, Nova Iorque, e, após serem apresentados um ao outro, conversaram sobre o que a intérprete pretendia elaborar para o seu disco. A cantora revelou-lhe a sua admiração por grupos femininos dos anos 1960, especialmente as Shangri-Las, e exibiu-lhe algumas das gravações do grupo, para além das Shirelles e Angels.
O produtor, porém, não tinha nada em mente àquele momento, mas agendou outra reunião com a artista para o dia seguinte, tendo-lhe assegurado que pensaria em algo. Àquela noite, inspirado pelas obras a ele apresentadas por Winehouse, Ronson produziu a bateria e os riffs de piano, que se tornariam os acordes do verso da faixa homônima do disco — a primeira canção gravada para o disco em 2006 —, e acrescentou-lhe pandeiro e forte reverberação. Cumprindo o combinado, os artistas reuniram-se novamente no dia seguinte e Ronson apresentou o que havia produzido à cantora, que reagiu entusiasmadamente. "Está incrível. É assim que quero que meu álbum soe", disse-lhe Winehouse. Embora pretendesse retornar para Londres, Winehouse decidiu permanecer em Nova Iorque para trabalhar com Ronson. O resultado foi demasiadamente promissor e, em duas semanas, a dupla concluiu seis canções. O processo de composição foi bastante simples: Winehouse escrevia as letras e os acordes à guitarra, ao passo que Ronson trabalhava os arranjos das obras prontas. Entusiasmada com os resultados obtidos, Winehouse convocou novamente Remi para trabalhar consigo em algumas canções, o que culminou na produção de outras cinco canções.
Como Winehouse pretendia recriar no disco a sonoridade dos anos 1960, Ronson tentou adicionar diversos efeitos sonoros computadorizados às canções para fazê-las soar como a cantora almejava, porém, sem obter êxito. Após ouvir as canções produzidas pelo grupo musical americano Sharon Jones & The Dap-Kings, o produtor decidiu convocá-lo para gravar a instrumentação do disco. "Soou demasiadamente melhor [em relação aos efeitos computadorizados]", exclamou Ronson ao periódico The Times, em 2007. Durante as sessões com Remi, porém, Winehouse decidiu fazer algumas alterações em uma de suas faixas concluídas, "Just Friends". Originalmente composto como uma canção jazz, o tema foi gravado como uma canção reggae após a cantora noticiar a Remi que preferia uma canção que abordasse ritmos caribenhos, outra de suas paixões, a mais uma registro soul. As sessões de gravação do material ocorreu em estúdios nos Estados Unidos e em Inglaterra, nomeadamente Instrument Zoo Records, em Miami, Chung King Studios e Daptone Studios, ambos em Nova Iorque, Allido Studios, em Flórida, e Metropolis Studios, em Londres. Instrumentos de cordas foram registrados no Metropolis Studio, em Londres. Primeiramente, foi fonografada a instrumentação das canções ao vivo e, posteriormente, Winehouse registrava os vocais sobre a gravação. Toda a produção estendeu-se por um período de cinco meses, terminando em agosto de 2006. Diferentemente de sua estreia, Winehouse teve maior controle do processo criativo do disco, tendo composto nove de suas onze faixas sem o auxílio de quaisquer compositores. Não raramente, inclusive, a cantora alterava trechos de suas canções, a fim de melhorá-las.

## Título, lançamento e encarte
O lançamento e o título do sucessor de Frank foram anunciadas no site oficial da cantora, em agosto de 2006, onde foi exibida a frase: "Amy voltará em 2006". No site, foi também revelado o lançamento de um novo single para o verão britânico e o novo álbum no outono. Anteriormente, no entanto, gravações demonstrativas de "Rehab" e "You Know I'm No Good" foram reproduzidas no programa radiofônico de Mark Ronson na East Village Radio, em Nova Iorque. A data do lançamento do disco em território britânico apenas foi anunciada em setembro, uma vez mais na página on-line da cantora. Como Back to Black foi concebido em um momento conturbado da vida pessoal de Winehouse, o seu título e canções refletem fielmente esse período. "Back to Black é sobre quando tu terminas um relacionamento e tornas a fazeres aquilo que te é confortável. Meu ex-namorado voltou para a sua namorada e eu acabei por voltar a beber e a viver momentos sombrios", revelou a cantora em entrevista ao The Sun, em outubro de 2006. O título ("De volta às sombras", literalmente) é, pois, uma clara alusão àqueles momentos. O disco foi editado em formatos físico e download em lojas internacionais e virtuais, como Amazon.com e iTunes Store. Primeiramente, foi disponibilizado para comercialização na Irlanda, em 27 de outubro. Três dias depois, como anunciado no site da cantora, foi lançado no Reino Unido. Entre novembro e dezembro de 2006, o disco foi enviado às lojas da Polônia, Alemanha e Canadá, tendo sido editado em França apenas em 29 de janeiro de 2007. Em 13 de março, foi lançado nos Estados Unidos.
A sessão de fotos usadas no encarte do álbum foi realizada com os fotógrafos Mischa Richter e Harry Benson, tendo sido a arte de capa registrada por Richter. Segundo o fotógrafo, ele foi convidado por Amy Winehouse para registrar algumas imagens suas, para fins de publicidade de um novo material. Inicialmente, ele reuniu-se com a cantora no apartamento dela, em Camden Town, para decidir onde as sessões seriam realizadas. As primeiras fotografias foram registradas em um bar em Portobello Road, no bairro londrino Notting Hill. Posteriormente, eles dirigiram-se à residência de Richter, em Kensal Rise. Em entrevista ao tabloide britânico The Guardian, Mischa revelou que a imagem utilizada na capa de Back to Black foi registrada em um cômodo escuro, que tinha um carpete negro, e cuja luz entrava por meio de uma pequena janela ao início da noite, horário em que a artista foi fotografada. Amy Winehouse posou para a foto usando um curto vestido branco com linhas vermelhas, um cinto de couro vermelho, sapatos com estampa de leopardo e acessórios de ouro. A vestimenta, criada pela designer de moda Disaya Sorakraikitikul, da escola de artes britânica Central Saint Martins, foi leiloada por 43 200 libras esterlinas em 29 de novembro de 2011, em benefício da fundação que leva o nome da artista. Após ver todo o trabalho pronto, a gravadora de Winehouse decidiu que aquela seria a capa do disco e comunicou-o qual seria o título do mesmo.. Em território americano, porém, Back to Black foi comercializado com uma capa alternativa, em que Winehouse aparece deitada sobre um fundo negro em uma banheira com a espuma a cobrir o seu torso.

## Música e influências
| |  |  |
| Shirley Bassey (à esquerda) e as Shangri-Las (à direita) foram citadas por Winehouse como inspiração para as faixas de Back to Black. |  |  |

Em termos de composição musical, Back to Black é considerado como um afastamento notável do seu trabalho anterior. Em contraste com grande parte de seu álbum de estreia, Frank (2003), que consiste em elementos de jazz, Back to Black incorpora uma ampla gama de elementos de vários gêneros, como soul, jazz, rhythm and blues (R&B), ska e blues. Sobre o estilo musical abordado no disco, a cantora comentou: "Eu não queria tocar esse negócio de jazz outra vez. Estava cansada de estruturas de acordes complicadas, e precisava de alguma coisa mais direta. Andara escutando um monte de grupos femininos dos anos 1950 e 1960. Gostava da simplicidade deles. Vão direto ao assunto. Então comecei a pensar em escrever canções daquele jeito".
Enquanto desenvolvia o álbum, Winehouse escutava algumas canções que a influenciaram; a cantora Shirley Bassey e o grupo The Zutons estavam entre as peças que ela ouvia, juntamente com a banda feminina The Shangri-Las, a qual ela citou ser a sua inspiração. Numa entrevista concedida pela cantora à emissora de televisão BBC Music, gravada no festival Other Voices, na Irlanda, ela revelou que a sua canção preferida das garotas era "I Can Never Go Home Anymore" (1965). "Quando eu e o meu namorado terminamos, eu passei a ouvir aquela canção repetidamente enquanto estava sentada no chão da minha cozinha com uma garrafa de Jack Daniels", disse ela. "Percebi que as Shangri-las têm uma canção para cada estágio de um relacionamento. Quando a gente vê um rapaz e nem sequer sabe o nome dele, quando a gente começa a conversar com ele, quando começa a sair com ele, quando a gente se apaixona por ele, quando ele rompe com a gente — e aí a gente quer se matar. Back to Black é exatamente sobre isso", comentou em uma outra entrevista, desta vez a Chas Newkey-Burden.
Ray Charles, Donny Hathaway e Marvin Gaye também exerceram influência na elaboração do material, sendo que na canção "Rehab" Amy Winehouse menciona "Ray" e "Mr. Hathaway" em referência aos primeiros, enquanto em "Tears Dry on Their Own" foram utilizados trechos de "Ain't No Mountain High Enough" (1967), escritos por Nickolas Ashford e Valerie Simpson, do último citado.
A cantora resolveu impor mudanças em suas composições em relação ao seu álbum anterior após escutar diversos grupos musicais de soul da década de 1960. Sobre a decisão, ela comentou: "Todas as canções que escrevo são sobre dinâmica humana, seja ela de amigos, namorados ou família. Quando fiz o último disco, Frank, eu me sentia uma pessoa muito na defensiva, muito insegura, de modo que quando eu cantava sobre homens era sempre do tipo: 'Foda-se. Quem você acha que é?'. O novo disco é mais do tipo: 'Vou lutar por você'; 'eu faria qualquer coisa por você' ou 'é tão triste que a gente não consiga fazer a coisa funcionar'. Sinto que não sou mais assim, tão adolescente em relação a relacionamentos".

### Conteúdo e estrutura musical
O álbum abre com "Rehab", canção que possui como tema lírico a sua recusa em ser internada em um centro de reabilitação. Escrita por Amy Winehouse, é uma gravação de R&B contemporâneo e foi notada pelas suas influências Motown, com uma sonoridade semelhante às músicas dos anos 1950 e 1960. A segunda faixa, "You Know I'm No Good", combina elementos de jazz e R&B e é sustentada pelo saxofone. A letra trata da confissão da infidelidade de Winehouse. "Me & Mr. Jones", a faixa seguinte, é uma canção de jazz e soul, cujo início lembra as músicas gospel dos anos 1940 e 1950, e foi influenciada por Aretha Franklin e Dinah Washington. Na letra, a cantora faz referência ao rapper Nas, repreendendo-o por fazê-la perder a apresentação de Slick Rick. A quarta faixa é "Just Friends". A sua sonoridade difere das anteriores, ao incorporar principalmente os estilos caribenhos, como o ska e o early reggae. Liricamente, possui como tema a sua a relação de amizade com o homem em questão.

Com a Amy não há um momento de tédio, e isso inclui a faixa-título do disco, um maravilho conto, opulento mas amargo, de um caso de amor confuso que deu errado.

— Trecho da análise crítica feita por editores no tabloide britânico Daily Mirror para a faixa-título de Back to Black.
A quinta canção, a faixa homônima, é a mais obscura e sombria do álbum. Acompanhada pelo lúgubre fundo de guitarra com reverberação, pandeiros, pianos, sinos e tambores, relata a mágoa que Amy Winehouse sente com a infidelidade e a perda do amante. Musicalmente, foi comparada a "Baby Love" (1964) da banda The Supremes, a "Jimmy Mack" (1967) das Vandellas e às canções do grupo The Shangri-Las. "Love Is a Losing Game" é a sua próxima faixa. Trata-se de uma balada, cuja letra apresenta um sentimento de calma e resignação e fala sobre os fracassos da cantora em seus relacionamentos amorosos. Musicalmente, foi comparada às canções da banda The Isley Brothers e às de Curtis Mayfield. A sétima canção, "Tears Dry on Their Own", é considerada a mais otimista do álbum. Com elementos de soul, combina um tema triste, que fala sobre seguir em frente após o fim de uma relação, com uma melodia animada. Possui trechos de "Ain't No Mountain High Enough" (1967), gravada pelo cantor Marvin Gaye. A sua oitava faixa, "Wake Up Alone", reflete em sua letra as sequelas de um rompimento e combina elementos de blues e soul dos anos 1960. Foi bastante elogiada pelos críticos especialistas, que deram ênfase ao seu refrão e descreveram-na como honesta.
"Some Unholy War" é a próxima faixa. É a melodia mais curta de Back to Black e fala sobre a sua devoção à sua relação com seu então ex-marido, Blake Fielder-Civil, e sobre a sua recusa em desistir do amante. Também aborda elementos de soul e ska. A décima canção do álbum é "He Can Only Hold Her", cuja letra descreve um relacionamento particularmente complicado. As suas origens estilísticas derivam do R&B contemporâneo, com elementos de soul e Motown dos anos 1960 e sua letra faz referência a James Brown. A seguinte faixa é "Addicted", a última do disco. Consiste em elementos de blues e fala do envolvimento de Amy Winehouse com as drogas.

## Singles
"Rehab" foi a primeira canção de Back to Black divulgada como single. Lançada em 23 de outubro de 2006, a obra foi aclamada pelos críticos musicais, que apreciaram a sua letra autobiográfica e a sua melodia sessentista. Comercialmente, o tema registrou o mesmo êxito. Tornou-se a primeira canção de Winehouse a estrear entre os vinte primeiros colocados da tabela musical UK Singles Chart e a primeira a alcançar os dez primeiros lugares, posicionado-se na sétima colocação. O single rapidamente popularizou-se internacionalmente e alcançou a nona colocação na tabela musical dos Estados Unidos, a Billboard Hot 100, e o primeiro lugar na Noruega, Hungria e nas estações radiofônicas da Espanha. O vídeo musical relativo à canção foi dirigido por Phil Griffin e exibe a cantora a interpretar o tema em diversos cômodos de um apartamento. A obra concorreu ao troféu "Vídeo do Ano" na premiação MTV Video Music Awards de 2007. Divulgado no YouTube apenas em 2009 no perfil da intérprete na plataforma de vídeo Vevo, a produção possui mais de 100 milhões de visualizações. O seu segundo single, "You Know I'm No Good", foi lançado em 8 de janeiro de 2007 no Reino Unido. Tal qual a gravação anterior, "You Know I'm No Good" foi louvado pelos especialistas, que ressaltaram a sua letra e os vocais da artista. O tema alcançou a 18.ª colocação na UK Single Charts, no dia 15 do mesmo mês, ao passo que nos Estados Unidos obteve como melhor colocação a 77.ª na Billboard Hot 100. Um vídeo musical foi produzido para promover a obra nas redes televisivas e alcançou a primeira posição entre os mais solicitados pelo espectadores do VH1 Soul, do VH1. Nele, a musicista aparece a responder a um interrogatório de seu amante sobre uma infidelidade cometida, mas a trama avança para diversos cenários, entre os quais o momento em que o seu amante flagra a traição em um bar.
Aproximadamente três meses depois, Amy Winehouse liberou a faixa-título como terceira canção de trabalho do álbum. Assim como os lançamentos precedentes, foi aclamado pelos críticos musicais. Comercialmente, obteve êxito sobretudo em 2008, tendo alcançado os dez primeiros lugares em vendas em diversas nações europeias e chegando ao cume nas estações radiofônicas da Polônia. Apesar disto, apenas se destacou em território britânico após a morte da artista. Lá, o single alcançou, à época de seu lançamento, a 25.ª posição, enquanto obteve o oitavo lugar em agosto de 2011, dias após o falecimento da cantora. Nos Estados Unidos, não obteve vendas suficientes para classificar-se na principal tabela do país, mas conquistou o 55.º lugar da Billboard Digital Songs. O vídeo musical produzido para a canção foi disponibilizado para comercializado em 19 de março de 2007 na iTunes Store. A maior parte das cenas foi realizada no cemitério de Abney Park e o seu enredo é baseado no cortejo fúnebre que simboliza a perda de Winehouse de seu amante. A gravação foi indicada ao MOBO Award na categoria "Melhor Vídeo Musical", mas perdeu-a para "Stronger" (2007), de Kanye West. Até dezembro de 2015, a obra possuía mais de 110 milhões de visualizações no YouTube.
"Tears Dry on Their Own" foi enviado às estações radiofônicas britânicas como quarto single do álbum no dia 13 de agosto. Apesar da recepção positiva dos críticos e de se ter convertido no terceiro lançamento de Winehouse a alcançar os vinte primeiros lugares da UK Singles Charts em 2007, acabou por alcançar as trinta primeiras posições em algumas nações europeias e, uma vez mais, ficou fora da Billboard Hot 100. Dirigido por David LaChapelle, o vídeo musical acompanhante da canção foi gravado em maio de 2007 e exibe a cantora a interpretar o tema enquanto caminha pelas ruas do Echo Park, em Hollywood. O seu último lançamento do ano foi "Love Is a Losing Game", liberado como o seu quinto compacto em 10 de dezembro. Bem-recebido pelos especialistas, estreou na 46.ª posição no Reino Unido, tendo sido esta a sua melhor colocação àquele ano. As únicas outras nações em que o material classificou-se foram a Itália e a Holanda. No entanto, assim como as suas demais canções, reassumiu posições nas tabelas musicais em 2011, quando obteve o número 33 em território britânico, estabelecendo a sua melhor colocação na UK Singles Chart. O seu vídeo musical consiste em uma compilação de gravações de Winehouse a apresentar-se ao vivo. Por fim, "Just Frinds" foi liberado como último single de Back to Black em 15 de agosto de 2008, não conseguindo entrar nas tabelas musicais mundiais, mesmo após o falecimento da cantora. Tal qual o tema anterior, o vídeo musical da obra consiste em uma compilação de gravações da cantora a interpretar a canção ao vivo e foi divulgado simultaneamente ao seu lançamento pela Island Records, no YouTube.

## Repercussão

### Crítica profissional
| Críticas profissionais | Críticas profissionais |
| Pontuações agregadas   | Pontuações agregadas   |
| Fonte                  | Avaliação              |
| ---------------------- | ---------------------- |
| Metacritic             | 81/100                 |
| Avaliações da crítica  |                        |
| Fonte                  | Avaliação              |
| AllMusic               | [ 25 ]                 |
| The A.V. Club          | (A−)                   |
| Entertainment Weekly   | (A−)                   |
| The Independent        | [ 63 ]                 |
| G1                     | [ 64 ]                 |
| BBC Collective         | [ 65 ]                 |
| New York Magazine      | [ 66 ]                 |
| In Touch               | [ 67 ]                 |
| The Guardian           | [ 68 ]                 |
| Yahoo! Music           | [ 69 ]                 |

Back to Black foi amplamente aclamado pelos críticos musicais, que elogiaram a sua produção e sonoridade, bem como a voz e letras de Winehouse. O agregador de resenhas Metacritic, que estabelece uma média de até cem pontos com base nas avaliações dos críticos musicais, concedeu ao álbum 81 pontos de aprovação após analisar 26 resenhas recolhidas, o que indica "aclamação universal". John Bush, do site AllMusic, por exemplo, premiou o disco com cinco estrelas e elogiou a transição musical de Winehouse em relação o seu disco de estreia, dizendo: "Apesar de Back to Black mostrar ela desertando o jazz e totalmente abraçando o R&B contemporâneo, todas as melhores partes de seu caráter musical emergiram intactas". Numa análise realizada para o periódico americano Crawdaddy!, Jake Henneman descreveu as músicas do disco como: "Um sensual neo soul e R&B". Jude Rogers, da publicação britânica New Statesman, chamou-o: "Um impressionante álbum soul, absorvendo os sons de Motown e dos grupos femininos dos anos 1960 e cuspindo-os de volta com brio, glamour e um toque contemporâneo".
Dorian Lynskey, do Guardian, nomeou-o: "Um soul clássico do século XXI". No tabloide americano The Washington Post, Josh Freedom du Lac escreveu: "Back to Black é absolutamente inebriante (...) Você não poderá escutar um álbum de R&B mais emocionante e recompensante este ano". Numa matéria publicada pela revista Rolling Stone, em 2007, Christian Hoard deu uma análise mista ao disco, declarando: "As músicas nem sempre se sustentam. Mas as melhores são impossíveis de não gostar"; contudo, Douglas Wolk foi mais positivo em uma matéria publicada para a mesma revista, em 2010,  descrevendo-o como: "Um disco desesperadamente triste e comovente, cujos ganchos e produção (por Remi e Mark Ronson) são dignos do hall-da-fama do soul". Kerri Mason, da revista Billboard, escreveu: "Back to Black é um genuíno e brutal álbum sobre rupturas amorosas, que pode ser o melhor de todos eles".

A voz dela desliza do som melífluo-sinuoso de uma mulher que consegue dois amantes em torno de seu dedinho ao arranhado gutural apaixonado de alguém que foi abandonado e chora no chão da cozinha. Passando com convicção inexperiente pela experiência emocional de cada canção de Back to Black, Amy Winehouse mostra ser uma verdadeira diva urbana.

— Trecho da análise crítica feita por Helen Brown no tabloide inglês The Daily Telegraph.
Joshua Klein, do Pitchfork Media, escreveu: "Winehouse foi abençoada com uma voz metálica que pode transformar qualquer sentimento mundano em declarações poderosas". Editores da revista Mojo disseram: "Winehouse continua sendo uma das vozes mais originais da música moderna e agora está a emergir indiscutivelmente como a melhor cantora de soul de sua geração". Ligia Nogueira, crítica do portal brasileiro G1, declarou: "Em seu segundo álbum, Back to Black, a cantora deixa explícita sua relação com a antiga gravadora Motown sem abrir mão de uma leitura atual. Enquanto muita gente peca pelo excesso, Amy consegue dar cara vintage ao som com muito estilo sem exagerar". Analistas do jornal britânico The Independent afirmaram: "Em continuidade ao trabalho de Frank, Amy Winehouse desviou a ênfase do jazz para um comovente R&B. A eficácia desse desvio é uma prova do talento dela". Sasha Frere-Jones alegou em uma revisão para a revista The New Yorker: "Back to Black é um hábil e convincente pastiche dos grupos femininos dos anos 60, dos cantores de jazz dos anos 40, e uma variedade de ritmos dos anos 70 e dos anos 90". No website Yahoo! Music, Jennifer Nine escreveu: "A habilidade sem medo do disco, junto com a capacidade de penetrar cada alma de gênero pop muito imitados, mas raramente igualados, não parecia tão boa desde que Elvis Costello estava em seu auge selvagem. E, francamente, quando a gente acrescenta a voz esmagadora e o marcante delineador, Elvis não chega nem perto".
Lizandra Pronin, da página on-line Território da Música, atribuiu quatro estrelas de cinco permitidas e declarou: "Back to Black prima pela qualidade elevada, seja de suas composições, arranjos, produção ou simplesmente pela deliciosa interpretação de Amy, cuja voz sexy encanta logo na primeira audição (...) Nas letras, Amy fala do óbvio — amores e perdas — mas de forma bastante pessoal. Com humor refinado, Amy escreve sobre as experiências pessoais de uma mulher madura mas que, como uma adolescente, precisa se expor", comentado ainda sobre a duração do disco: "Um curto álbum para um extenso talento". Jon Pareles escreveu em uma matéria publicada pelo periódico americano The New York Times: "As canções do segundo álbum dela, Back to Black, revivem o som de soul dos anos 1960 e 1970". No tabloide inglês Evening Standard, Chris Elwell-Sutton disse: "Revelar tanto de seu temperamento confuso nesses formatos de música consagrados foi um desafio extraordinário. Por sorte, Amy Winehouse tem a produção, a voz e a força de caráter para levar tudo isso a cabo". Stuart Nicholson, do tabloide inglês The Observer, comentou: "Ele funciona (...) pela força de sua inteligente linha melódica e letras contundentes". Mark Edward Nero, editor do portal About.com, descreveu o disco como: "Forte e poderoso, mas ao mesmo tempo emocional e frágil". Numa revisão publicada pelo portal PopMatters, Christian John Wikane afirmou: "Back to Black encontra  uma artista destemida a dizer o que bem lhe apetece. E é bom nós a ouvirmos com atenção". O repórter John Murphy declarou na revista eletrônica MusicOMH que Back to Black foi um soberbo regresso, e um dos melhores álbuns do ano.

### Reconhecimento
Back to Black foi amplamente reconhecido como um dos melhores álbuns lançados entre 2006 e 2007 em várias publicações de final de ano. O periódico britânico The Guardian, por exemplo, apontou-o como o segundo melhor lançamento de 2006, alcunhando Winehouse de "Rainha do Soul" e elogiando a produção de Mark Ronson, chamando-o "gênio". O conterrâneo The Observer listou-o como o quinto melhor lançamento do ano em questão, ao passo que a NME colocou-o em 16.º lugar, chamando-o: "Um clássico de todos os tempos", e Matt Harvey, analista da emissora de rádio BBC Music, afirmou: "Este é um dos melhores álbuns do Reino Unido do ano".
Em 2007, Sal Cinquemani, da Slant Magazine, classificou Back to Black na quarta posição em sua lista dos melhores álbuns do ano em questão, enquanto a revista americana Rolling Stone posicionou-o em 40.º lugar e o periódico conterrâneo The Village Voice elegeu-o como o quarto melhor lançamento do ano referido. Josh Tyrangiel, repórter da revista Time, nomeou-o como o melhor disco de 2007, colocando também "Rehab" no número um na lista das melhores canções, e declarou: "O que ela é, é tagarela, divertida, sensual, e possivelmente muito louca (...) É impossível não ser seduzido por sua originalidade", enquanto Mark Edward Nero, editor do portal About.com, afirmou: "Back to Black é, sem dúvida, um dos melhores lançamentos do ano", descrevendo-o como: "Clássico, porém contemporâneo", e enfatizando as faixas "Rehab", "Me & Mr. Jones" e "Wake Up Alone", e Chris Willman, do Entertainment Weekly, nomeou-o o segundo melhor CD do ano referido. Além dessas, Back to Black também se destacou nas listas das revistas Billboard (3.ª posição), Blender (8.ª posição) e PopMatters (8.ª posição), no blog Idolator (4.ª posição), nos periódicos The New York Times (3.ª posição) e The A.V. Club (7.ª posição) e no tabloide The Austin Chronicle (4.ª posição). Ademais, nas listas dos "Melhores CDs da Década de 2000", elaboradas pela revista Q Magazine e pelo The Times, Back to Black ficou no primeiro e segundo lugares, respectivamente, enquanto no catálogo de mesmo título compilado pela Billboard posicionou-se no número cinco, classificando-se no número 33 entre os 500 Melhores Álbuns de Sempre, pela Rolling Stone, em 2020. Foi incluído no livro 1001 Albums You Must Hear Before You Die, que apresenta os 1001 álbuns necessários de se ouvir antes de morrer. A NPR o considerou o 9.º entre os 150 Maiores Discos Feitos por Mulheres. Já a Apple Music o considerou o 8.º dentre os 100 maiores discos da história.
Além das listagens de fim de ano feitas pelos críticos, Back to Black também foi incluído em diversas premiações musicais ao redor do mundo. Em 2007, o materail obteve o troféu de Melhor Álbum do Ano nos Q Awards e concorreu ao galardão Álbum do Ano nos Mercury Prize Awards e nos BRIT Awards. Além disso, também recebeu indicações às premiações MTV Europe Music Awards na categoria Álbum do Ano, vindo a perder o prêmio para Loose (2006) de Nelly Furtado, e na mesma categoria aos Echo Music Awards em 2008 e 2009, tendo obtido êxito no último ano. Em 2008, conquistou o troféu Melhor Álbum Internacional nos Danish Music Awards. Back to Black foi também indicado a seis categorias à 50.ª edição dos Grammy Awards: Canção do Ano, Gravação do Ano, Melhor Performance Vocal pop Feminina, Artista Revelação, Melhor Álbum Vocal Pop e Álbum do Ano, tendo vencido as cinco primeiras, o que fez com que Winehouse igualasse o recorde de Alicia Keys, Beyoncé, Lauryn Hill e Norah Jones para artista feminina com mais troféus vencidos em apenas uma edição, estabelecendo também o recorde de primeira artista feminina britânica a vencer cinco Grammys em apenas uma cerimônia. Em 2019, o período britânico The Guardian elegeu Back to Black o melhor álbum de estúdio lançado no século XXI.

## Impacto e influência

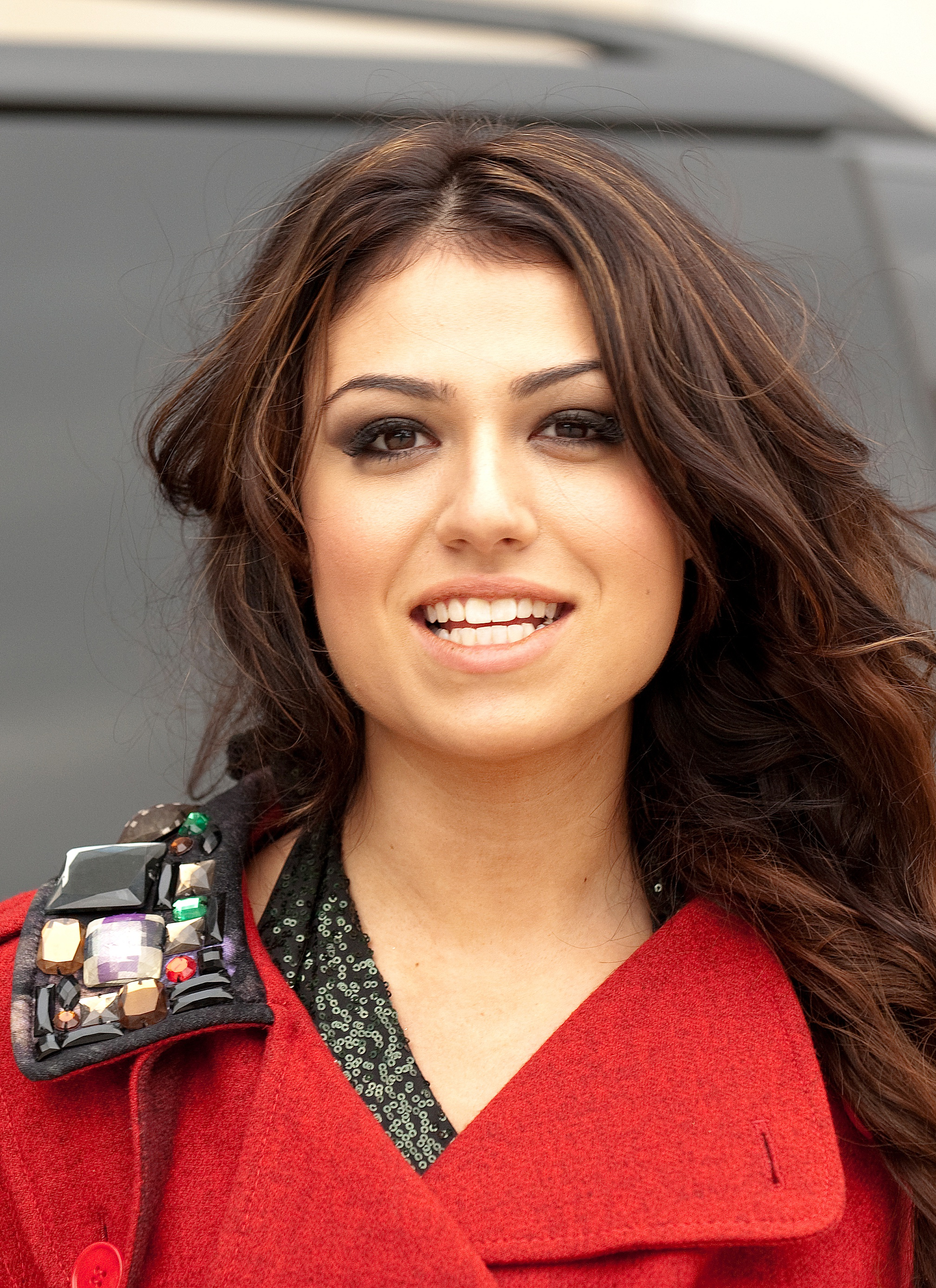
Gabriella Cilmi foi bastante comparada a Amy Winehouse, devido ao estilo musical do seu álbum de estreia, Lessons To Be Learned, influenciado pelo estilo de Back to Black.

Com o lançamento de Back to Black, Amy Winehouse causou um forte impacto no mundo musical. Considerada a revolucionária da música soul, devido às origens estilísticas do álbum, a intérprete influenciou vários artistas. A cantora galesa Duffy citou-a como uma de suas influências musicais e recebeu comparações frequentes do seu disco de estreia, Rockferry, ao estilo musical de Back to Black. O mesmo ocorreu com a britânica Adele e o seu álbum 21; em entrevista à revista Billboard, Adele declarou que Winehouse é a sua inspiração. A inglesa Paloma Faith também foi comparada à cantora por ter voz, visual e estilo musical influenciados por ela. Gabriella Cilmi e o seu trabalho de estreia, Lessons To Be Learned, também mostram sinais da influência de Back to Black em seu estilo musical, sendo que a artista chegou a ser denominada pela imprensa como "A Nova Amy Winehouse". Ela também influenciou a cantora norte-americana Lady Gaga, que comentou: "Amy mudou a música pop para sempre. Terei para sempre um amor muito profundo por ela".
Em 2008, o canal Sky News realizou uma pesquisa entre pessoas com menos de 25 anos de idade, onde Amy Winehouse foi eleita a "heroína suprema" dos britânicos. Em 2010, o rapper Jay-Z disse em entrevista à rádio BBC que Winehouse revigorou o cenário musical britânico, afirmando: "Há uma forte pressão vinda de Londres neste momento, o que é ótimo. Ela existe desde a época da Amy Winehouse, acho. Quer dizer, desde sempre, mas eu penso na Amy, que este novo ímpeto teria sido provocado por ela", ao passo que Charles Aaron, editor da revista norte-americana Spin, comentando a influência exercida pela cantora sobre Adele, Corinne Bailey Rae, Eliza Doolittle, dentre outras artistas femininas britânicas, escreveu: "Amy Winehouse foi o momento Nirvana para toda estas mulheres. Todas fazem referência a ela [a Amy Winehouse] em termos de atitude, estilo musical ou moda".
No ano de 2011, Jim Faber, numa matéria publicada pelo jornal americano New York Daily News, declarou que Winehouse foi a desencadeadora da nova Invasão Britânica, enquanto Adrian Thrills, do jornal britânico Daily Mail, disse: "Sem a Amy não haveria Adele, Duffy e nem Lady Gaga", completando: "Mesmo agora, numa época em que o pop feminino domina as tabelas musicais, como Adele, Beyoncé, Katy Perry e Gaga, nada se aproxima da força emocional de Back to Black".
Em 2012, Bruno Mars inspirou-se na sonoridade de Back to Black para desenvolver a da canção "Locked Out of Heaven", recorrendo a Mark Ronson, produtor musical do disco, na elaboração, e disse: "É difícil criar sons com uma instrumentação ao vivo que causem impacto nas baladas, e Mark Ronson conseguiu fazer isso aqui. Desde Back to Black eu quis entrar em sua cabeça e descobrir como ele consegue fazer isso". O cantor inglês Matt Cardle revelou que o seu segundo disco, The Fire, foi influenciado pela artista, cintando faixas de Back to Black, como "Love Is a Losing Game", como inspiração. Em 2013, a cantora portuguesa Aurea, comentando a influência exercida por Amy Winehouse em sua música, declarou: "Amy é uma das minhas maiores influências (...) Foi pela música dela que os jovens conheceram o soul. Aconteceu comigo".
Outros artistas que mencionam Back to Black como influência musical são: Ariana Grande, Caro Emerald, Dionne Bromfield, Florence Welch, Lily Allen, Jessie J, Jesuton, Karise Eden, Nina Zilli, Rebecca Ferguson e Rumer.

## Alinhamento de faixas
Back to Black possui onze faixas em suas edições britânica e irlandesa padrões e dez na versão norte-americana, com três faixas bônus: "Addicted" e os remixes de "Rehab", lançado com o rapper Jay-Z, e de "You Know I'm No Good", com Ghostface Killah. Uma edição especial do disco foi lançada na Alemanha, em agosto de 2007. Esta versão contém as faixas da edição original, mais um CD bônus com outras cinco interpretadas por Winehouse em um festival ao vivo no país. O disco também foi reeditado em uma versão deluxe, que contém oito novas faixas, incluindo o single "Valerie".
| N.º            | Título                   | Compositor(es)                                 | Produtor(es)   | Duração |  |
| 1.             | "Rehab"                  | Amy Winehouse                                  | Mark Ronson    | 3:32    |  |
| 2.             | "You Know I'm No Good"   | Winehouse                                      | Ronson         | 4:19    |  |
| 3.             | "Me & Mr. Jones"         | Winehouse                                      | Salaam Remi    | 2:34    |  |
| 4.             | "Just Friends"           | Winehouse                                      | Remi           | 3:11    |  |
| 5.             | "Back to Black"          | Winehouse Ronson                               | Ronson         | 4:00    |  |
| 6.             | "Love Is a Losing Game"  | Winehouse                                      | Ronson         | 2:35    |  |
| 7.             | "Tears Dry on Their Own" | Winehouse Nickolas Ashford Valerie Simpson     | Remi           | 3:04    |  |
| 8.             | "Wake Up Alone"          | Winehouse Paul O'Duffy                         | Ronson         | 3:41    |  |
| 9.             | "Some Unholy War"        | Winehouse                                      | Remi           | 2:21    |  |
| 10.            | "He Can Only Hold Her"   | Winehouse Richard Poindexter Robert Poindexter | Ronson         | 2:44    |  |
| 11.            | "Addicted"               | Winehouse                                      | Remi           | 2:42    |  |
| Duração total: | Duração total:           | Duração total:                                 | Duração total: | 33:23   |  |

| Back to Black – Edição japonesa |                                                            |                   |         |  |
| N.º                             | Título                                                     | Compositor(es)    | Duração |  |
| 11.                             | "Addicted"                                                 | Winehouse         | 2:45    |  |
| 12.                             | "Close to the Front"                                       | Winehouse         | 4:35    |  |
| 13.                             | "Hey Little Rich Girl" (com participação de Zalon and Ade) | Rod Byers         | 3:35    |  |
| 14.                             | "Monkey Man"                                               | Frederick Hibbert | 2:56    |  |
| 15.                             | "Back to Black" (The Rumble Strips Remix)                  | Winehouse Ronson  | 3:48    |  |
| 16.                             | "You Know I'm No Good" (Remix com Ghostface Killah)        | Winehouse         | 3:22    |  |

| Back to Black – Edição alemã limitada |                                                            |         |  |
| N.º                                   | Título                                                     | Duração |  |
| 11.                                   | "Rehab" (ao vivo em Kalkscheune / Berlim)                  | 3:37    |  |
| 12.                                   | "Love Is a Losing Game" (ao vivo em Kalkscheune / Berlim)  | 2:45    |  |
| 13.                                   | "Tears Dry on Their Own" (ao vivo em Kalkscheune / Berlim) | 3:15    |  |
| 14.                                   | "Take the Box" (ao vivo em Kalkscheune / Berlim)           | 3:39    |  |
| 15.                                   | "Valerie" (ao vivo em Kalkscheune / Berlim)                | 4:14    |  |

| Back to Black – Faixa bônus da edição deluxe |            |                |              |         |  |
| N.º                                          | Título     | Compositor(es) | Produtor(es) | Duração |  |
| 11.                                          | "Addicted" | Winehouse      |              | 2:45    |  |

| Back to Black – Disco bônus da edição deluxe |                                                          |                            |         |  |
| N.º                                          | Título                                                   | Compositor(es)             | Duração |  |
| 1.                                           | "Valerie" (Radio 1's Live Lounge)                        | Dave McCabe, The Zutons    | 3:53    |  |
| 2.                                           | "Cupid"                                                  | Sam Cooke                  | 3:49    |  |
| 3.                                           | "Monkey Man"                                             | Toots Hibbert              | 2:56    |  |
| 4.                                           | "To Know Him Is to Love Him" (Down Tempo)                | Winehouse                  | 2:25    |  |
| 5.                                           | "Hey Little Rich Girl" (com participação de Zalon & Ade) | Terry Hall, Roderick Byers | 3:35    |  |
| 6.                                           | "You're Wondering Now" (somente em algumas edições)      | Clement Dodd               | 2:33    |  |
| 7.                                           | "To Know Him Is to Love Him"                             | Phil Spector               | 2:24    |  |
| 8.                                           | "Love Is a Losing Game" (Original Demo)                  | Winehouse                  | 3:43    |  |

## Créditos
Lista-se abaixo os profissionais envolvidos na elaboração de Back to Black, de acordo com o encarte do CD:
| - Amy Winehouse: vocal principal, compositora, produtora e guitarra - Nick Ashford: compositor - Robert Poindexter: compositor - Mark Ronson: compositor, produtor, arranjador, engenheiro, tamborim - Richard Poindexter: compositor - Valerie Simpson: compositora - Salaam Remi: guitarra, piano, produtor, bateria - Derek Pacuk: engenharia - Thomas Brenneck: guitarra - Chris Elliott: condutor, arranjos musicais, orquestração - Victor Axelrod: piano, palmas (em "Rehab") - Dave Bishop: saxofone - Tom Elmhirst, James Wisner, Matt Paul e Gary Noble: mixagem - John Adams: piano Rhodes - Shomari "Sho" Dillon: engenheiro assistente - Jesse Gladstone: engenheiro assistente - John Heley: violoncelo - Sam Koppelman: percussão - Zalon Thompson e Ade Omotayo: vocais de apoio | - Nick Movshon: baixo elétrico - Vaughan Merrick: engenheiro, palmas (em "Rehab") - Gabriel Roth: engenheiro, arranjador - Bruce Purse: trompete, fliscorne - Richard Edwards: trombone - Neal Sugarman: saxofone tenor - Mike Smith: saxofone tenor - Gabriel Roth: arranjos, engenharia - Matt Paul: assistente de engenharia e mixagem - Dave Guy: trompete - Matt Paul: assistente de mixagem - Steve Sidwell: harpa - Vincent Henry: clarinete, clarone, flauta, celesta - Kate Wilkinson e Bruce White: viola - Raye Cosbert: direção de arte, arte criativa, agente de marketing - Liz Edwards: violino - Cochemea Gastelum: saxofone barítono - Alex Hutchinson: designer - Mischa Richter e Harry Benson: fotografias |

## Desempenho comercial

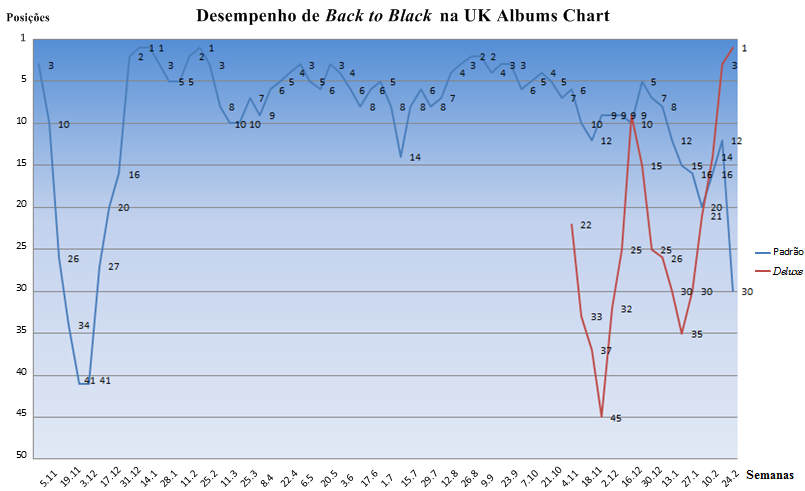
Gráfico a exibir o percurso do disco Back to Black e sua reedição na tabela UK Albums Chart entre 5 de novembro de 2006 a 2 de março de 2008. Juntas, as versões venderam, até esse mês, mais de 2,4 milhões no Reino Unido, o que fez o disco aparecer entre os dez mais vendidos do século XXI.

Back to Black fez a sua primeira aparição em uma tabela musical através da Irish Albums Chart, em território irlandês, ao atingir a 26.ª colocação na edição de 2 de novembro de 2006. Três dias depois, iniciou o seu percusso na tabela oficial de álbuns do Reino Unido, a UK Albums Chart, na terceira posição, com 43 021 cópias comercializadas em sua primeira semana de distribuição. Como resultado, estabeleceu a melhor semana de vendas de Amy Winehouse à época e acabou por alcançar o primeiro lugar da UK R&B Albums Chart. Posteriormente, no dia 12, o álbum caiu para o número dez na tabela oficial, com apenas 27 763 réplicas faturadas. Entre 19 de novembro e 3 de dezembro, o disco apenas declinou na UK Albums Chart, estabilizando-se na 41.ª colocação em 10 de dezembro e iniciando, no dia 17, uma ascensão ininterrupta ao longo das cinco seguintes semanas. Durante o seu progresso, Back to Black superou as suas vendas iniciais ao distribuir 74 500 unidades na atualização de 24 de dezembro, apesar de ter-se classificado em 20.º lugar.
Back to Black apenas retornou às dez primeiras colocações da UK Albums Chart em 7 de janeiro de 2007, ao saltar do 16.º lugar à vice-liderança da tabela — conquistando para si, adicionalmente, um novo pico no ranking — com 28 mil unidades vendidas. No dia 14, a obra assumiu a liderança da tabela, destronando Beautiful World (2006), do grupo Take That, que se mantivera ao longo das seis semanas anteriores. Com 35 mil e 500 cópias comercializadas àquela semana, Back to Black tornou-se o único disco a ultrapassar as vinte mil unidades vendidas. O material permaneceu em primeiro lugar na seguinte atualização, ao registrar mais 48 mil unidades comercializadas — trinta mil cópias a mais que o segundo colocado. Na edição de 28 de janeiro, o álbum foi retirado do topo por Hats Off to the Buskers (2007), trabalho de estreia do grupo escocês The View, vindo a classificar-se em terceira colocação. Durante as três semanas subsequentes, Back to Black comercializou 140 mil unidades em território britânico, permanecendo entre os cinco primeiros colocados e, em 24 de fevereiro, retornou à liderança da tabela com outros 47 mil exemplares distribuídos. Com cerca de vinte mil unidades vendidas por semana ao longo do primeiro semestre de 2007, Back to Black foi anunciado como o CD mais vendido do primeiro trismestre de 2007, com 467 mil e 820 unidades comercializadas em treze semanas. O disco ultrapassou um milhão de cópias distribuídas em 13 de junho e encerrou o mês com 764 mil réplicas vendidas, consagrando-se como o disco mais vendido em território britânico ao longo do primeiro semestre de 2007. O registro oscilou ininterruptamente entre as vinte primeiras posições da tabela nos meses seguintes, tornando-se o primeiro disco a vender um milhão de cópias em 2007 e, com dois milhões de unidades vendidas até dezembro, o álbum mais vendido do ano. No total, o material permaneceu 72 semanas entre os dez primeiros colocados, o maior número de edições registrado por um álbum de uma artista feminina no país, recorde este apenas alcançado por Back to Black e The Fame Monster (2009), de Lady Gaga.
Além da edição original, a versão-especial do disco, editada em novembro, conseguiu traçar um percurso na tabela. A reedição estreou em 22.º lugar em 11 de novembro. A edição-padrão, àquela semana, encontrava-se na sexta colocação. Após sete edições, em 23 de dezembro, a reedição ascendeu ao nono lugar, ultrapassando a edição-padrão, que nesta semana alcançara o número dez. Juntas, elas distribuíram 209 799 unidades, estabelecendo uma nova melhor semana de vendas para Winehouse. Back to Black galgou cinco colocações em 30 de dezembro, com vendas de 50 mil e 638 exemplares; e a reedição regrediu seis colocações, tendo registrado 38 mil e 792 réplicas distribuídas, vindo a oscilar entre os 40 primeiros colocados na tabela ao longo atualizações seguintes, mas retornou às dez primeiras colocações após as suas vendas serem impulsionadas pela participação de Winehouse no BRIT Awards de 2008, em 20 de fevereiro. Um semana após o evento, a obra saltou da 14.ª  colocação à terceira, com 30 mil e 363 unidades vendidas — 60% a mais em relação à semana anterior. Em 2 de março, alcançou o primeiro lugar, com 62 mil e 773 unidades faturadas — 106,7% a mais que os sete dias precedentes —, o que fez de Amy Winehouse o primeiro artista a conseguir colocar uma reedição de um álbum no primeiro lugar do Reino Unido. Juntamente com as vendas da edição padrão, Winehouse comercializou 74 mil e 639 álbuns àquela semana. A reedição encerrou o primeiro trimestre de 2008 com 252 mil e 497, tendo sido o quarto disco mais comercializado no Reino Unido neste período. Juntas, as vendas de ambas as versões fizeram de Back to Black o segundo disco mais vendido no primeiro semestre de 2008, com 486 mil unidades — atrás apenas de Rockferry (2008), de Duffy —, e o sétimo disco mais vendido do ano. Na Irlanda, Back to Black obteve como melhor classificação, em 2007, o terceiro lugar, tendo encerrado o ano como o segundo mais vendido, atrás somente de Spirit (2007), de Leona Lewis. O registro apenas alcançou o cume da Irish Albums Chart em 2008, em que permaneceu por duas edições não-consecutivas. Back to Black é o terceiro álbum feminino mais vendido de sempre em território irlandês, atrás apenas de 21 (2011), de Adele, e de The Fame (2008), de Lady Gaga.
| |  |  |
| Em 2011, Back to Black tornou-se o álbum mais vendido do século XXI no Reino Unido, título que até então pertencia a Back to Bedlam (2004), trabalho de estreia do britânico James Blunt, passando a ocupar o segundo lugar em dezembro, atrás apenas de 21 (2011), de Adele. |  |  |

Em 12 de março de 2008, Back to Black apareceu pela primeira vez entre os dez primeiros lugares na lista dos álbuns mais vendidos do século XXI no Reino Unido — com 2 467 575 exemplares distribuídos desde 2006 —, enquanto em 6 de maio tornou-se o disco mais vendido de todos os tempos da Amazon, superando X&Y (2005), de Coldplay. No primeiro semestre de 2009, o material foi classificado no 18.º lugar pela empresa Official Charts Company (OCC) na lista dos álbuns mais vendidos da história do Reino Unido, com 2 985 303 unidades comercializadas. Back to Black ultrapassou as três milhões de réplicas distribuídas em território britânico em agosto de 2009 e, em dezembro, foi declarado o terceiro disco mais vendido ao longo dos anos 2000 no Reino Unido — atrás apenas de Back to Bedlam (2004), de James Blunt, e No Angels (2000), de Dido — e o segundo mais vendido na Amazon neste período — atrás apenas de Only by the Night (2008), de Kings of Leon, que lhe usurpou o primeiro lugar em outubro de 2009. Em agosto de 2011, Back to Black tornou-se o mais vendido do século em território britânico, com 3 259 100 réplicas distribuídas, ultrapassando Back to Bedlam, de Blunt, mas foi ultrapassado em dezembro, após 21 (2011), de Adele, alcançar a façanha. Em 25 de agosto de 2015, foi premiado com "Disco de Platina Triodécuplo" pela British Phonographic Industry (BPI), ocupando atualmente o 13.º lugar na lista dos álbuns mais vendidos do país e o nono lugar entres os álbuns de estúdio mais bem-sucedidos. Até outubro de 2019, o disco havia vendido quatro milhões de unidades no Reino Unido. Back to Black é segundo álbum mais vendido do terceiro milênio em território britânico, atrás apenas de 21, de Adele.
Lançado nos Estados Unidos apenas em março de 2007, Back to Black estreou na sétima posição da Billboard 200, com mais de 51 mil cópias faturadas em sua primeira semana de distribuição, vindo a estrear na liderança do periódico genérico Digital Albums. Consequentemente, estabeleceu o recorde de maior entrada alcançada por um artista britânico na Billboard 200 desde o grupo Dirty Vegas, em 2002. O disco tombou à 10.ª colocação em 7 de abril, registrando 48 mil unidades, uma baixa de 6% em sua segunda semana de comercialização. Em sua terceira semana, caiu duas colocações, registrando mais 46 mil e 300 unidades distribuídas. Em 21 de abril, classificou-se em 22.º apesar, apesar de ter vendido 45 mil e 600 réplicas. Embora tenha apresentado uma redução de 17% em sua comercialização — que atingiu a marca de 37 mil e 700 cópias —, o disco ascendeu ao 12.º posto no dia 28. O material permaneceu a oscilar entre os quinze primeiros colocados da Billboard 200 durante as cinco seguinte edições, tendo comercializado 141 700 nesse período e um total de 405 mil cópias em suas dez primeiras semanas de vendas, o que o converteu no 11.º lançamento de 2007 mais vendido do ano até àquele momento. Após doze atualizações no ranking, o disco retornou às dez primeiras colocações, saltando da 11.ª posição à sexta, com mais de 50 mil exemplares distribuídos. Back to Black caiu três posições na subsequente edição, apesar de ter exportado outras 67 mil réplicas — um aumento de 33% nas vendas em relação à semana anterior —, e manteve-se em tal colocação até à edição do dia 30, quando vendeu 74 mil cópias — um acréscimo de 11%. Back to Black permaneceu a transitar pelas dez primeiras posições da Billboard 200 durante as seis semanas subsequentes, tendo vendido um total de 316 mil cópias neste período. Atingiu a marca de um milhão de cópias distribuídas em território americano ao final da semana de 12 agosto, quando comercializou 38 mil unidades, que o colocaram em 13.º lugar na Billboard 200. A sua última aparição entre as dez primeiras classificações em 2007 ocorreu em 22 de setembro, quando subiu da 13.ª posição para a nona, depois de apenas 29 mil cópias serem faturadas — totalizando 1 153 100 vendidas nos Estados Unidos. Ao final do ano, havia exportado mais de 1,44 milhão de unidades, dos quais 241 mil foram downloads. Tornou-se, pois, o 19.º trabalho mais vendido de 2007 — tendo sido o mais vendido por um artista britânico e o segundo disco mais vendido do ano em formato digital — e recebeu o certificado de "Disco de Platina" da Recording Industry Association of America (RIAA).
Após obter a aclamação dos críticos musicais americanos, Back to Black recebeu seis indicações à 50.ª edição dos Grammy Awards, em 6 de dezembro de 2007, o que impulsionou o aumento de 48% a que se assistiu em suas vendas apenas uma semana mais tarde. Na cerimônia, realizada em fevereiro de 2008, Amy Winehouse interpretou duas canções: "Rehab" e "You Know I'm No Good". A sua apresentação foi fundamental para elevar as vendas do disco. Na atualização da Billboard 200 efetuada pela Billboard antes de a premiação ser realizada, por exemplo, Back to Black encontrava-se na 24.ª colocação, com 25 mil unidades comercializadas. Em 14 de fevereiro, a revista Hits Daily Double cogitou a ascensão do disco ao terceiro lugar da tabela e a possibilidade de serem comercializadas 110-120 mil unidades. Na atualização realizada após a exibição da cerimônia, o disco alcançou ao segundo lugar ao denotar embarques de mais de 115 mil exemplares — apresentando um aumento de 370% nas vendas em relação à semana anterior —, perdendo a liderança apenas para Sleep Through the Static (2008) de Jack Johnson, que vendera 180 mil cópias, e superando as vendas de Thriller 25 (2008), reedição do sexto disco do cantor americano Michael Jackson, que a Hits Daily Double previu estrear em segundo lugar. Na edição seguinte, o disco caiu para o número três, ao faturar apenas 52 mil réplicas — patenteando uma queda de 55% —, descendo novamente para o número dez no dia 17 de março, ao subtrair 27% de suas exportações em comparação aos sete dias antecedentes, com vendas de 37 mil exemplares, permanecendo na posição até ao dia 24, quando outras 31 mil réplicas foram compradas — reduzindo em 16% as suas distribuições. Deixou as dez primeiras colocações na atualização subsequente, ao vender 28 mil cópias. Back to Black encerrou 2008 como o terceiro disco mais vendido do ano por um artista britânico em território americano, com 702 mil cópias. Até dezembro de 2009, 378 mil de suas 2 247 000 unidades distribuídas eram downloads, o que o converteu, à época, no oitavo mais bem-vendido no formato no país, de acordo com a Nielsen SoundScan. Até 2015, Back to Black registrava mais de 3,1 milhões de unidades comercializadas. De acordo com a revista Billboard, o disco é o 150.º lançamento mais bem-sucedido de sempre nas tabelas de vendas americanas e o 40.º por uma cantora.
No Canadá, Back to Black obteve resultados satisfatórios. De acordo com um levantamento realizado pela revista Canadian Online Explorer, o material comercializou 30 084 unidades entre 4 de junho e 29 de julho de 2007 em território canadense, tornando-se o nono álbum mais bem-sucedido durante esse período. O disco obteve como melhor resultado, em 2007, o nono lugar da Canadian Albums Chart, no qual permaneceu por duas semanas consecutivas em agosto. No final de 2007, havia se transformado no segundo CD com o maior número de donwloads pagos realizados no país ao longo do ano — um total de onze mil —, apenas superado por The Reminder (2007), da artista canadense Leslie Feist. Na região de Quebec, uma província canadense, o disco encerrou o ano como o 40.º mais vendido, tendo sido o 22.º de língua inglesa mais bem-sucedido na região, cuja maior parte da população é francófona. Assim como nos Estados Unidos, as vendas do material foram impulsionadas pela participação de Winehouse no Grammy Award de 2008, de modo que, na edição de 1.º março de 2008, o disco saltou do 23.º lugar à quarta colocação e estabeleceu, portanto, a sua posição pico na tabela. Back to Black foi o 26.º álbum mais vendido de 2008 na região de Quebec, tendo sido o nono disco mais vendido por um artista estrangeiro e o quarta por uma artista feminina não-canadense — atrás somente de Hard Candy (Madonna, 2008), Good Girl Gone Bad (Rihanna, 2007), The Fame (Lady Gaga, 2008) e And Winter Came... (Enya, 2008). Adicionalmente, ocupou o oitavo lugar entre os álbuns com o maior número de downloads pagos ao longo de 2008 — tendo o sido o sexto mais vendido por um artista internacional. Ao todo, Back to Black comercializou 9 900 cópias digitais àquele ano em todo o Canadá. Até dezembro de 2009, o material havia comercializado 22 600 unidades digitais no Canadá, de modo que era 10.º disco com o maior número de downloads pagos pelos canadenses desde 2005, de acordo com a Nielsen SoundScan Canada.
Back to Black experimentou o mesmo êxito em diversas outras nações, sobretudo europeias. Na França, por exemplo, o material atingiu "inesperadamente" o primeiro lugar em 7 de novembro de 2007, com 15 253 exemplares vendidos, impedindo que Blackout, de Britney Spears, estreasse no topo, conforme fora previsto. O material encerrou o ano com 491 700 unidades distribuídas, o que o converteu no sexto trabalho mais vendido de 2007, enquanto em 2008 vendeu 378 360 exemplares e foi o sétimo mais vendido na nação. Ao fim dos anos 2000, registrava 918 507 cópias comercializadas e, por ultrapassar 1,3 milhão de exemplares, foi condecorado com o certificado "Disco de Diamante" da empresa Syndicat National de l'Édition Phonographique (SNEP). O disco é o 18.º trabalho mais bem-sucedido do século XXI em território francês. Na Noruega, o material  permaneceu em primeiro lugar na VG-Lista por cinco edições consecutivas e foi o quarto mais vendido de 2007, com 54 200 unidades. Na Finlândia, foi o líder em vendas por duas semanas, tornando-se o mais vendido de 2007, com 28 186 cópias vendidas, e o 14.º de 2008, com outras 11 546. Na Alemanha, liderou a GfK Entertainment Charts por onze semanas em 2008 e alcançou a marca de um milhão de exemplares distribuídos em julho, convertendo-se no disco mais vendido do ano. Além disso, tornou-se o quinto com mais downloads realizados no país, de acordo com dados da Bundesverband Musikindustrie, e o quarto mais vendido dos anos 2000. Outras nações em que o disco permaneceu em primeiro lugar por um número de semanas alargado foram os Países Baixos (quinze edições), Suíça (onze edições), a Áustria (dez edições), e Portugal (cinco edições). Por conseguinte, foi o álbum mais vendido de 2008 em territórios neerlandês, suíço e austríaco. Na Espanha, onde se manteve no ápice por apenas uma semana, o disco vendeu 147 mil cópias em 2008 e foi o terceiro mais vendido do ano e o mais vendido por um artista internacional. Back to Black também alcançou o cume na tabela musical da Hrvatska Diskografska Udruga, na Croácia, onde foi o mais vendido de 2008. Na Itália, tal qual em território espanhol, o álbum foi o mais vendido por um cantor estrangeiro e o sexto em uma classificação geral. Além disso, foi o sexto e o nono disco mais vendido nos anos 2000 nos Países Baixos e na Áustria, respectivamente.

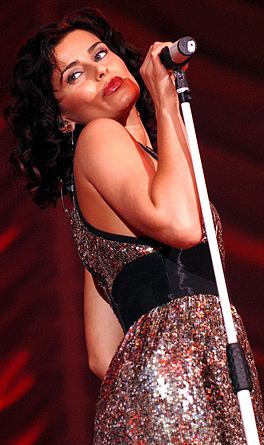
Back to Black foi o segundo disco mais vendido em todo o continente europeu em 2007, atrás apenas de Loose (2006), de Nelly Furtado, vindo a conquistar o título definitivo em 2008.

A repercussão do registro nas nações europeias se refletiu na European Top 100 Albums — tabela musical que contabiliza as vendas de discos de todos os países do continente —, em que Back to Black se manteve treze edições não-consecutivas em primeiro lugar, entre dezembro de 2007 e abril de 2008. Segundo disco mais vendido de 2007 — superado apenas por Loose (2006), de Nelly Furtado — e o líder em vendas de 2008 em todo o continente, o disco permaneceu entre os cinco mais vendidos ininterruptamente de novembro de 2007 a setembro de 2008. Em 22 de outubro deste ano, o material atingiu a marca de seis milhões de exemplares comercializados na Europa e, em 2010, ultrapassou os sete milhões. Assim como no continente europeu, na Oceania, Back to Black obteve maior êxito comercial a partir de 2008 e, embora tenha alcançado apenas o quarto lugar na tabela de vendas da ARIA, da Austrália, o disco permaneceu por sete edições consecutivas em primeiro lugar na tabela de vendas da Nova Zelândia. Consequentemente, o disco encerrou o ano como o quinto mais vendido em território neozelandês. Na América Latina, o disco alcançou o quinto no Chile, em maio de 2008, e chegou ao sexto lugar na Argentina, 4 de abril de 2008. O disco foi o 16.º mais bem-sucedido no ranking mensal referente a abril, enquanto a reedição ocupou o 19.º lugar. No Brasil, foi o 11.º disco mais vendido do ano — e o mais vendido por um artista internacional — e conquistou o quarto lugar do ranking semanal, em janeiro de 2009. Em 2010, a obra foi premiada com "Disco de Diamante" pela empresa Pro-Música Brasil (PMB) em reconhecimento às mais de 500 mil unidades distribuídas na nação.
Na Ásia, por sua vez, Back to Black obteve resultados mais modestos. Na Malásia, por exemplo, não conseguiu uma posição entre as dez melhores colocações, classificando-se apenas em 11.º lugar na tabela de vendas mensal do país referente a agosto de 2007. No final de outubro, apareceu em 29.º lugar entre os mais vendidos. No Japão, Back to Black alcançou o 23.º lugar da tabela Oricon (株式会社オリコン) graças à exibição do Grammy Award de 2008, ocorrida em 10 de fevereiro, que quadruplicou as suas vendas — foram oito mil unidades comercializadas no país entre 11 e 18 de fevereiro de 2008 —, tendo permanecido por 36 edições na tabela da nação. Ao fim do mês, a Recording Industry Association of Japan (RIAJ) premiou-o com "Disco de Ouro" em reconhecimento às suas mais de 100 mil réplicas transportadas. Em contrapartida, registrou melhor repercussão em Taiwan, onde conquistou a vice-liderança da tabela G-Music (玫瑰大眾唱片), entre 29 de fevereiro e 7 de março de 2008. Já na Coreia do Sul, o disco estreou tardiamente na tabela destinadas a álbuns internacionais da empresa Gaon, em 2010, tendo como pico, àquele ano, o 40.º lugar. Mundialmente, o disco foi o terceiro mais vendido do primeiro trimestre de 2007, com 1,2 milhão de unidades vendidas. Ao final do ano, liderou a lista dos mais vendidos em nível global, com mais de seis milhões de réplicas vendidas, das quais cinco milhões em unidades físicas. Em 2008, foram 2,2 milhões de unidades comercializadas ao longo dos quatro primeiros meses do ano. Com três milhões de unidades distribuídas ao longo do primeiro semestre do ano — totalizando nove milhões de unidades desde 2006, o que o tornou um dos mais bem-sucedidos do século —, Back to Black consagrou-se como o disco mais vendido nesse período, encerrando o ano como o segundo mais vendido do mundo, com outras 5,1 milhões de unidades.

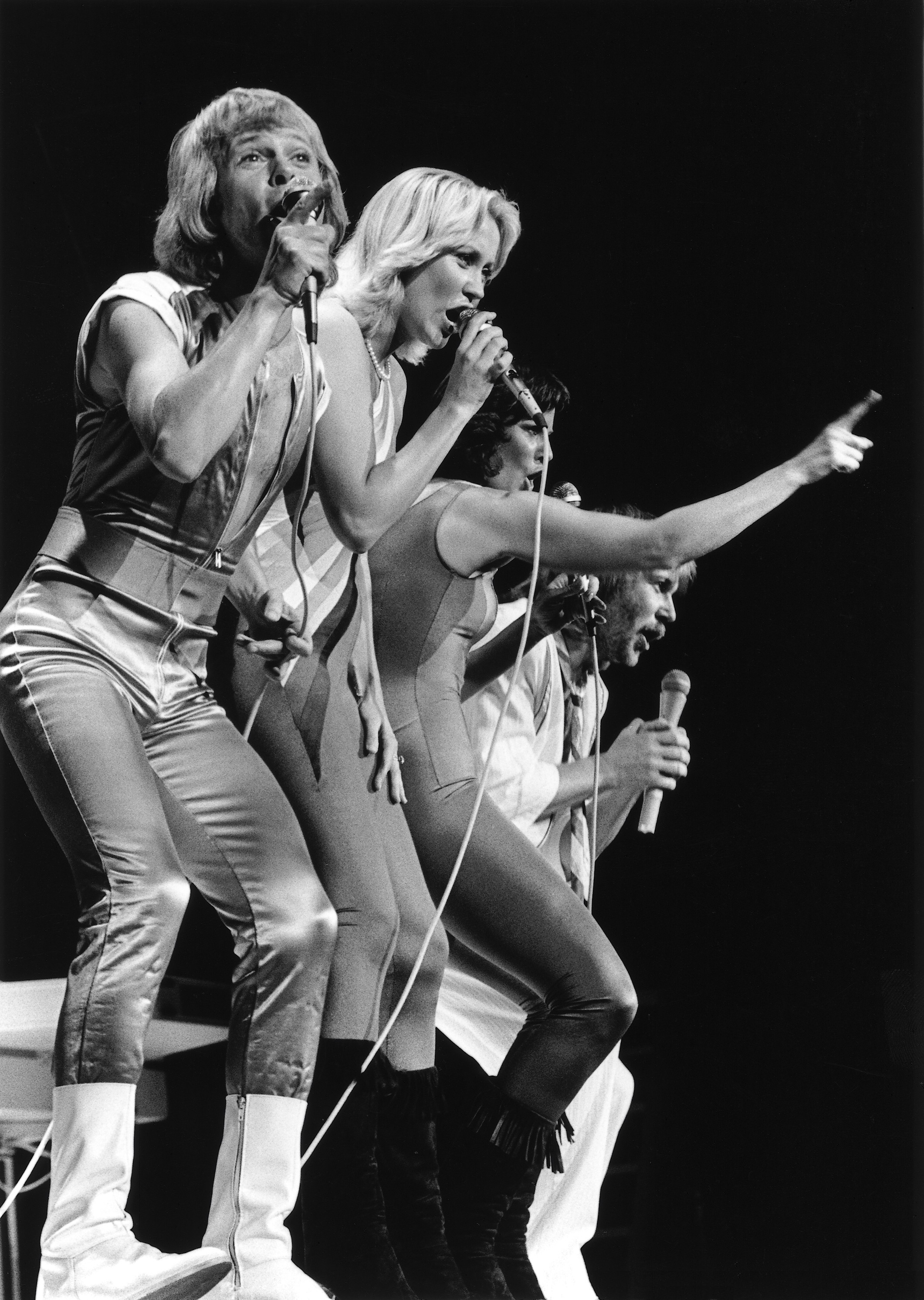
Na Alemanha, Back to Black tornou-se o segundo disco com o maior número de edições na lista dos mais vendidos, atrás apenas de Gold: Greatest Hits (1992), do grupo ABBA.

Back to Black ressurgiu nos rankings ao redor do mundo após a divulgação do falecimento da cantora, disparando para o primeiro lugar no iTunes em mais de quinze países. No Reino Unido, o álbum retornou à UK Albums Chart na 59.ª colocação um dia após a notícia ter-se tornado pública, saltando para o primeiro lugar na semana seguinte, com 44 076 cópias comercializadas. O disco permaneceu por mais duas atualizações no topo da tabela, vendendo um total de 106 797 neste período. Em um mês, Back to Black vendeu 174 mil unidades em território britânico. Nos Estados Unidos, obteve a nona colocação na Billboard 200, com mais de 37 mil réplicas vendidas 36 horas após o anúncio do falecimento da cantora, subindo para o número quatro na edição de 3 de agosto de 2011, quando outros 54 mil exemplares foram distribuídos. Ao longo dos meses seguintes, Back to Black comercializou 267 620 unidades em território americano, tornando-se o 12.º mais vendido por um artista britânico no país e o 120.º em uma classificação geral. No Canadá, Back to Black ressurgiu em sexto lugar, após vender aproximadamente oito mil cópias no país em onze dias — cerca de 2 272% a mais que as semanas antecedentes. O disco encerrou 2011 como o sétimo disco mais vendido por um músico britânico no país e como o 54.º em âmbito geral, com 58 244 réplicas distribuídas. No continente europeu, o material enumerou-se na primeira colocação em quase todos os países. Na Polônia, por exemplo, retornou ao primeiro lugar em 16 de agosto. Na Itália, foi o líder em vendas entre 11 e 25 de agosto, ocupando pela primeira vez tal colocação desde a sua estreia no periódico, em 8 de fevereiro de 2007. Na Suíça, liderou a tabela entre 7 e 21 de agosto, ao passo que na Áustria o fez entre 12 e 26 do mesmo mês e nos Países Baixos e na Alemanha liderou as edições de 6 e 22 de agosto, respectivamente. Ao início de 2012, Back to Black registrava 143 semanas no ranking de álbuns da Alemanha, tornando-se o detentor do segundo maior número de edições não-consecutivas na tabela, atrás apenas de Gold: Greatest Hits, coletânea do grupo ABBA. Em França, o disco comercializou 2 798 unidades digitais em apenas 24 horas, de modo que regressou no topo da tabela digital francesa, e alçou-se ao segundo lugar da tabela de vendas na semana seguinte, com 13 919 cópias físicas e digitais vendidas. Em um mês, Back to Black transportou 38 015 réplicas em território francês. No Chile, tal qual na Itália, alcançou o cume pela primeira vez em 2011 e na Coreia do Sul apareceu pela primeira vez entre os dez primeiros colocados, em sétima posição. No Brasil, o disco retornou ao raking dos mais vendidos em 72.º lugar 24 horas após a divulgação do óbito da artista. Na semana seguinte, saltou para a sexta colocação e, mais tarde, alcançou a vice-liderança — superando a sua posição pico de 2009 —, atrás apenas de Paula Fernandes: Ao Vivo, da brasileira Paula Fernandes. Ao longo de 2011, Back to Black vendeu 1,7 milhão de unidades em todo o globo.
Back to Black registrou imenso êxito em ambos os lados do Atlântico em um período em que as vendas de álbuns assistiam à própria derrocada. O disco atingiu o topo das paradas musicais de 26 países e ocupou uma posição entre os dez primeiros lugares em outras dezesseis nações. Em maio de 2008, registrava quinze meses de permanência ininterrupta entre os cinco álbuns mais vendidos semanalmente em todo o globo. Foram as suas vendas de 2008 que permitiu à Universal Music não sofrer as consequências da queda de 3% nas vendas de discos na indústria musical. Em dezembro de 2013, foi anunciado como o sétimo disco mais vendido de sempre no site Amazon do Reino Unido. Até à data, estima-se que tenha vendido mais de 20 milhões de cópias em todo o globo, tornando-se um dos álbuns mais bem-sucedidos do mundo. Em 15 de setembro de 2016, o disco retornou à primeira posição da tabela compilada pela empresa Związek Producentów Audio Video, na Polônia — 356 edições após a última vez em que o disco alcançou o cume no país. De acordo com a Federação Internacional da Indústria Fonográfica, somente no continente europeu foram vendidas mais de oito milhões unidades até 2011.
| País — Tabela musical (2006—11)                  | Posição de pico |
| ------------------------------------------------ | --------------- |
| África do Sul (MediaGuide)                       | 1               |
| Alemanha (Media Control Charts)                  | 1               |
| Argentina (CAPIF)                                | 6               |
| Austrália (ARIA Charts)                          | 4               |
| Áustria (Ö3 Austria Top 40)                      | 1               |
| Bahrein (أعلى 10 أجنبية)                         | 1               |
| Bélgica (Ultratop 50 de Flandres)                | 1               |
| Bélgica (Ultratop 40 da Valônia)                 | 1               |
| Brasil (PMB)                                     | 2               |
| Canadá (Canadian Albums Chart)                   | 4               |
| Chile (IFPI Chile)                               | 1               |
| Chipre (Κύπρος Ελληνικών Aλμπουμ Chart)          | 2               |
| Coreia do Sul (Gaon International Albums Chart)  | 7               |
| Croácia (HDU)                                    | 1               |
| Dinamarca (IFPI Dinamarca)                       | 1               |
| Equador (IFPI Ecuatoriana)                       | 1               |
| Escócia (Scottish Albums Charts)                 | 1               |
| Emirados Árabes Unidos (UAE International Music) | 1               |
| Eslovênia (RIAS)                                 | 1               |
| Espanha (PROMUSICAE)                             | 1               |
| Estados Unidos (Billboard 200)                   | 2               |
| Estados Unidos (Billboard R&B Albums)            | 1               |
| Estados Unidos (Billboard Alternative Albums)    | 2               |
| Europa (European Albums Chart)                   | 1               |
| Estônia (R2 Eesti Albumi MüügiTabelis)           | 4               |
| Finlândia (IFPI Finlândia)                       | 1               |
| França (SNEP)                                    | 1               |
| Grécia (IFPI Grécia)                             | 1               |
| Hungria (MAHASZ)                                 | 3               |
| Irlanda (IRMA)                                   | 1               |
| Israel (Media Forest)                            | 1               |
| Itália (FIMI)                                    | 1               |
| Japão (Oricon)                                   | 23              |
| Malásia (RIAM)                                   | 11              |
| México (AMPROFON)                                | 6               |
| Mundo (IFPI)                                     | 1               |
| Noruega (VG-Lista)                               | 1               |
| Nova Zelândia (Recorded Music NZ)                | 1               |
| Países Baixos (Dutch Charts)                     | 1               |
| Polônia (ZPAV)                                   | 1               |
| Portugal (AFP)                                   | 1               |
| Reino Unido (UK Albums Chart)                    | 1               |
| Reino Unido (UK R&B Albums Chart)                | 1               |
| República Checa (IFPI Czech Republic)            | 1               |
| Rússia (Russian Music Charts)                    | 7               |
| Sérvia (IFPI Sérvia)                             | 1               |
| Suécia (Sverigetopplistan)                       | 4               |
| Suíça (Schweizer Hitparade)                      | 1               |
| Taiwan (玫瑰大眾唱片)                            | 2               |
| Venezuela (Record Report)                        | 4               |

| País — Tabela musical (2006)           | Posição |
| -------------------------------------- | ------- |
| Reino Unido (UK Albums Chart)          | 69      |
| País — Tabela musical (2007)           | Posição |
| Alemanha (GfK Entertainment Charts)    | 17      |
| Austrália (ARIA Charts)                | 29      |
| Áustria (Ö3 Austria Top 40)            | 19      |
| Bélgica (Ultratop 50 de Flandres)      | 5       |
| Bélgica (Ultratop 40 de Valônia)       | 40      |
| Canadá (Canadian Digital Albums Chart) | 2       |
| Dinamarca (Hitlisten)                  | 7       |
| Estados Unidos (Billboard 200)         | 24      |
| Europa (European Albums Chart)         | 2       |
| Finlândia (IFPI Finlândia)             | 1       |
| França (SNEP)                          | 6       |
| Hungria (MAHASZ)                       | 58      |
| Irlanda (IRMA)                         | 2       |
| Itália (FIMI)                          | 26      |
| Mundo (United World Chart)             | 1       |
| Nova Zelândia (Recorded Music NZ)      | 29      |
| Noruega (VG-lista)                     | 4       |
| Países Baixos (Dutch Charts)           | 4       |
| Reino Unido (UK Albums Chart)          | 1       |
| Suécia (Sverigetopplistan)             | 18      |
| Suíça (Schweizer Hitparade)            | 3       |

| País — Tabela musical (2008)        | Posição |
| ----------------------------------- | ------- |
| Alemanha (GfK Entertainment Charts) | 1       |
| Austrália (ARIA Charts)             | 24      |
| Áustria (Ö3 Austria Top 40)         | 1       |
| Bélgica (Ultratop 50 de Flandres)   | 4       |
| Bélgica (Ultratop 40 da Valônia)    | 8       |
| Brasil (PMB)                        | 11      |
| Croácia (HDU)                       | 1       |
| Dinamarca (Hitlisten)               | 12      |
| Europa (European Albums Chart)      | 1       |
| Estados Unidos (Billboard 200)      | 43      |
| Espanha (PROMUSICAE)                | 3       |
| Finlândia (IFPI Finlândia)          | 14      |
| França (SNEP)                       | 7       |
| Grécia (IFPI Grécia)                | 4       |
| Hungria (MAHASZ)                    | 25      |
| Irlanda (IRMA)                      | 13      |
| Israel (Media Forest)               | 10      |
| Itália (FIMI)                       | 6       |
| México (AMPROFON)                   | 85      |
| Mundo (United World Chart)          | 2       |
| Nova Zelândia (Recorded Music NZ)   | 5       |
| Países Baixos (Dutch Charts)        | 1       |
| Noruega (VG-Lista)                  | 94      |
| Reino Unido (UK Albums Chart)       | 7       |
| Suécia (Sverigetopplistan)          | 25      |
| Suíça (Schweizer Hitparade)         | 1       |
| País — Tabela musical (2011)        | Posição |
| Alemanha (GfK Entertainment Charts) | 35      |
| Austrália (ARIA Charts)             | 77      |
| Áustria (Ö3 Austria top 40)         | 29      |
| Bélgica (Ultratop 50 de Flandres)   | 42      |
| Bélgica (Ultratop 40 de Valônia)    | 69      |
| Brasil (PMB)                        | 20      |
| Canadá (Canadian Albums Chart)      | 56      |
| Estados Unidos (Billboard 200)      | 120     |
| França (SNEP)                       | 42      |
| Itália (FIMI)                       | 30      |
| México (AMPROFON)                   | 67      |
| Mundo (United World Chart)          | 28      |
| Nova Zelândia (Recorded Music NZ)   | 26      |
| Países Baixos (Dutch Charts)        | 25      |
| Polônia (ZPAV)                      | 19      |
| Reino Unido (UK Albums Chart)       | 32      |
| Suíça (Schweizer Hitparade)         | 41      |

| Região | Certificação | Vendas     |
| --- | ------------ | ---------- |
| Alemanha (BVMI) | 6× Platina   | 1 200 000^ |
| Argentina (CAPIF) | Ouro         | 20 000^    |
| Austrália (ARIA) | 6× Platina   | 420 000‡   |
| Áustria (IFPI Áustria) | 7× Platina   | 210 000*   |
| Bélgica (BEA) | 3× Platina   | 150 000*   |
| Brasil (Pro-Música Brasil) | Diamante     | 250 000*   |
| Canadá (Music Canada) | Platina      | 100 000^   |
| Dinamarca (IFPI Dinamarca) | 8× Platina   | 160 000‡   |
| Espanha (PROMUSICAE) | 7× Platina   | 560 000^   |
| Estados Unidos (RIAA) | 2× Platina   | 2 000 000  |
| Finlândia (IFPI Finlândia) | Platina      | 33 884     |
| França (SNEP) | 2× Platina   | 1 000 000  |
| Grécia (IFPI Grécia) | Platina      | 15 000^    |
| Hungria (MAHASZ) | Platina      | 7 500^     |
| Itália (FIMI) | 4× Platina   | 200 000*   |
| Japão (RIAJ) | Ouro         | 100 000^   |
| Noruega (IFPI Noruega) | Platina      | 40 000*    |
| Nova Zelândia (RMNZ) | 3× Platina   | 45 000^    |
| Países Baixos (NVPI) | 5× Platina   | 350 000^   |
| Polônia (ZPAV) | 2× Platina   | 40 000*    |
| Portugal (AFP) | 2× Platina   | 40 000^    |
| Reino Unido (BPI) | 15× Platina  | 4 500 000‡ |
| Rússia (NFPF) | 2× Platina   | 40 000*    |
| Suécia (GLF) | Platina      | 40 000^    |
| Suíça (IFPI Suíça) | 7× Platina   | 210 000^   |
| Resumo |              |            |
| Europa (IFPI) | 8× Platina   | 8 000 000* |
| Mundo | —            | 20 000 000 |
| *números de vendas baseados somente na certificação ^distribuições baseadas apenas na certificação ‡vendas+valores de streaming baseados somente na certificação |              |            |